# Alimento natural

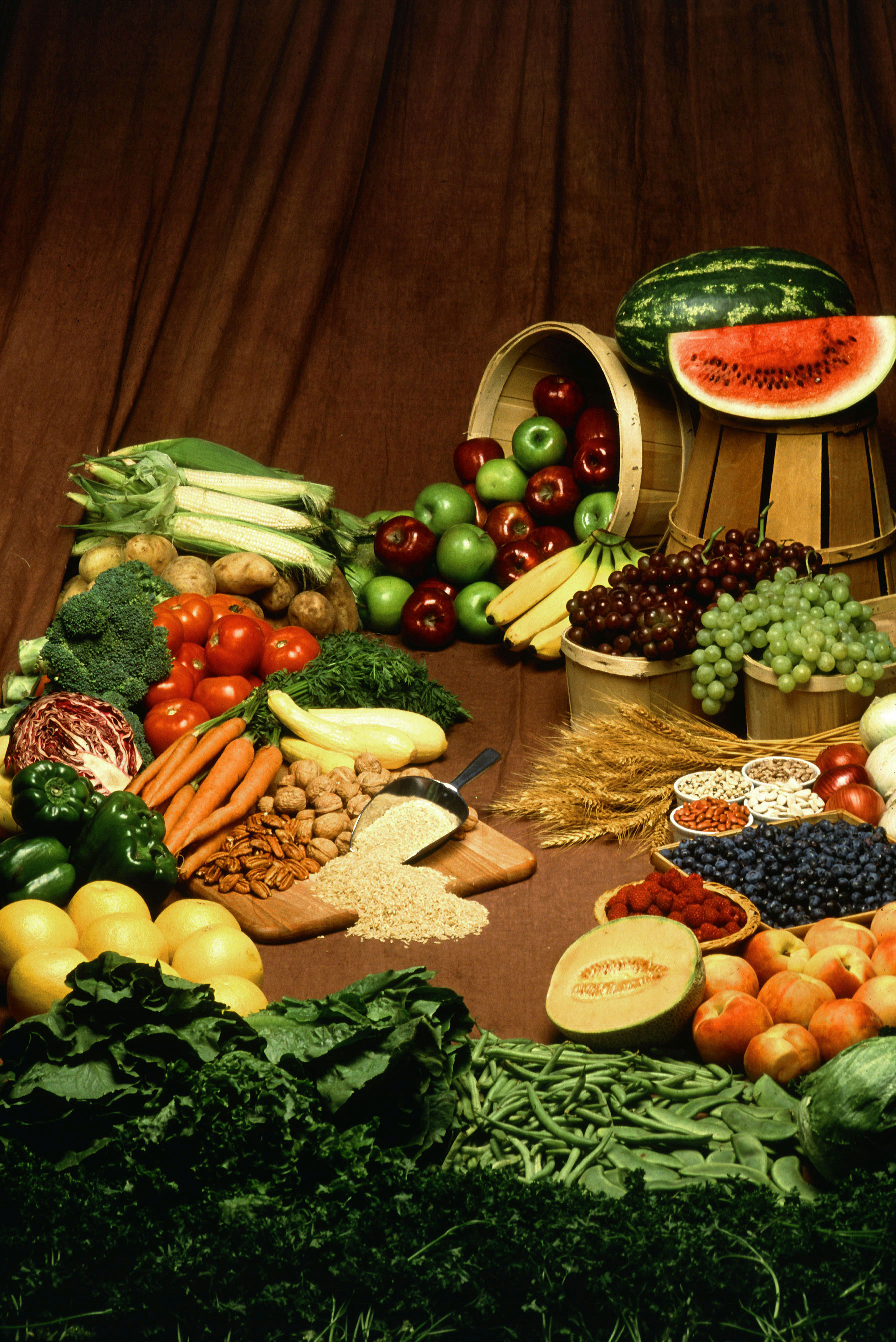
El término "natural" se aplica a muchos alimentos, pero no tiene un significado consistente.

Los alimentos naturales y los alimentos totalmente naturales son términos en el etiquetado y la comercialización de alimentos con varias definiciones, que a menudo implican alimentos que no se fabrican mediante procesamiento. En algunos países como el Reino Unido, el término "natural" está definido y regulado; en otros, como los Estados Unidos, el término natural no se aplica en las etiquetas de los alimentos, aunque existe una regulación del etiquetado orgánico del USDA.
Se supone que el término describe alimentos que tienen ingredientes intrínsecos a un alimento no procesado.

## Diversas definiciones
A menudo se supone que los "alimentos naturales" son alimentos que no se procesan, o que no contienen ningún aditivo alimentario, o que no contienen aditivos particulares como hormonas, antibióticos, edulcorantes, colorantes alimentarios, conservantes o saborizantes que originalmente no estaban en la comida. De hecho, muchas personas (63%) cuando fueron encuestadas mostraron una preferencia por los productos etiquetados como "naturales" en comparación con sus homólogos no marcados, según la creencia común (86% de los consumidores encuestados) de que el término "natural" indicaba que el alimento no contiene ingredientes artificiales. Los términos se usan de manera diversa y se usan incorrectamente en las etiquetas y en los anuncios.
El Codex Alimentarius de la Organización de las Naciones Unidas para la Alimentación y la Agricultura no reconoce el término "natural" pero sí tiene un estándar para los alimentos orgánicos.
Fundamentalmente, casi todos los alimentos se derivan de los productos naturales de plantas y animales.

## Definición por proceso y por producto

### Reino Unido

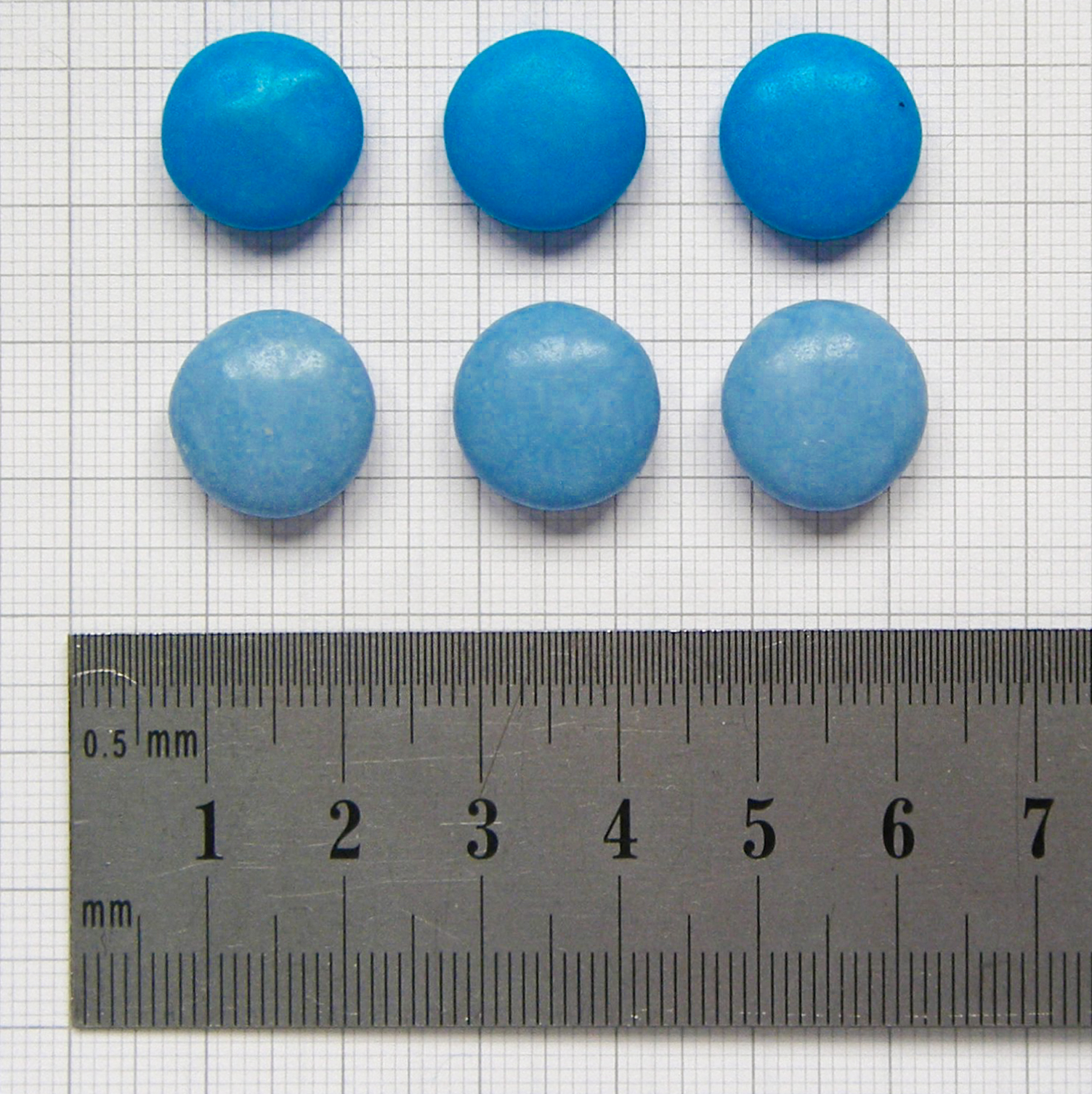
Smarties azules del Reino Unido, antiguos (arriba) y nuevos (abajo). Los Smarties azules fueron reintroducidos por Nestlé en el Reino Unido en febrero de 2008, utilizando un tinte azul "natural" derivado de la cianobacteria espirulina en lugar del tinte azul sintético.

En el Reino Unido, la Agencia de Normas Alimentarias ha publicado criterios para el uso de varios términos en el etiquetado de alimentos. La guía, en general, restringe el uso de alimentos naturales a los que tienen "ingredientes producidos por la naturaleza, no el trabajo del hombre o interferidos por el hombre". Los aromatizantes naturales están explícitamente definidos por leyes separadas.
Existen diferentes estándares para varios tipos de alimentos, como los productos lácteos. También proporciona estándares para algunas técnicas de procesamiento de alimentos, como la fermentación o la pasteurización. La norma excluye explícitamente "alimentos derivados de procesos novedosos, GM o clonación".

## Definición solo por proceso

### Canadá
La Agencia Canadiense de Inspección de Alimentos restringe el uso de "natural" a los alimentos que no han sido alterados significativamente por el procesamiento y da ejemplos de procesos que alteran o no significativamente los alimentos. Esto incluye dos requisitos adicionales específicos:
- No se espera que un alimento o ingrediente natural de un alimento contenga, o que alguna vez haya contenido, una vitamina añadida, un nutriente mineral, un agente aromatizante artificial o un aditivo alimentario.
- Un alimento o ingrediente natural de un alimento no tiene ningún componente o fracción del mismo eliminado o cambiado significativamente, excepto la eliminación de agua.

### Israel
En Israel, los ingredientes naturales se definen como parte del Etiquetado de los estándares de alimentos preenvasados (Norma israelí SI 1145, que es legalmente vinculante). 
El estándar ofrece una lista de 33 procesos que están permitidos en ingredientes naturales, todos los cuales son tratamientos físicos y no modificaciones químicas. Estos incluyen la mezcla, limpieza, extrusión, congelación, secado, etc. 
Un ingrediente específico puede llamarse "natural" si no pasó por ningún procesamiento, excepto los enumerados. El alimento entero puede llamarse "natural" si el alimento no es una mezcla de alimentos (incluso si son totalmente naturales), no tiene ingredientes agregados y se sometió solo a los procesos especificados.

## Sin definición

### Estados Unidos
En los Estados Unidos, existen leyes / regulaciones y agencias para proteger al consumidor cuando compra productos alimenticios, específicamente dedicados al empaque y etiquetado. Algunas leyes y organizaciones incluyen la Ley de Educación de Nutrición y Etiquetado, la Ley Federal de Alimentos, Medicamentos y Cosméticos, y el Servicio de Seguridad e Inspección de Alimentos (FSIS). 
El FSIS es una subsección del Departamento de Agricultura de los Estados Unidos (USDA), que tiene la responsabilidad de "garantizar que el suministro comercial de carne, pollo y huevo de la nación sea seguro, saludable, y esté correctamente etiquetado y empaquetado". El USDA se asoció con la Administración de Alimentos y Medicamentos (FDA) para desarrollar y emitir regulaciones sobre el uso inapropiado de etiquetas "naturales"; sin embargo, la FDA no tiene reglas específicas para el etiquetado "natural". Aconsejó en su sitio web "que la agencia no se ha opuesto al uso del término si el alimento no contiene color agregado, sabores artificiales o sustancias sintéticas".
Además, la FDA no ha desarrollado ninguna regla o regulación sobre las características definitorias de lo que califica un producto como "natural". La FDA hace referencia a una definición de "natural" en su política informal (Ref. 53) que define "natural" como "nada artificial o sintético (incluidos los colores, independientemente de la fuente) se incluye o se ha agregado al producto que normalmente no se esperaría que estuviera allí".
La Ley de Alimentos, Medicamentos y Cosméticos prohíbe el etiquetado que sea falso o engañoso. El Servicio de Comercialización Agrícola del USDA tiene un estándar para alimentos orgánicos. A partir de agosto de 2005, el USDA tenía una sección que regula las "declaraciones de propiedades naturales" en su Libro de Normas de Alimentos y Política de Etiquetado; la jurisdicción reguladora del USDA se aplica solo a los productos cárnicos, avícolas y de huevo. 
Debido a que pocas regulaciones rigen el etiquetado de los alimentos "naturales", los fabricantes pueden incluir ingredientes que algunos consumidores pueden no considerar naturales. 
El Centro para la Ciencia de Interés Público ha criticado a la industria avícola por etiquetar la carne de pollo como "completamente natural" después de haber inyectado una solución salina hasta el 25% de su peso. No existe un recurso legal para evitar este etiquetado
Aunque existen pocas definiciones legales de los EE. UU. para alimentos naturales, existen definiciones no oficiales o informales, ninguna de las cuales se aplica de manera uniforme a los alimentos etiquetados como "naturales". 